# Умершие в августе 2007 года
Это список известных людей, соответствующих установленным критериям значимости (см. Википедия:Критерии значимости персоналий), умерших в августе 2007 года.
Причина смерти указывается лишь в исключительных случаях (убийство, самоубийство, гибель в результате военных действий, смертная казнь, ДТП или несчастные случаи). В остальных случаях — не указывается.

## Список
- 1 августа — Брэнд Мона (91) — австралийский драматург.
- 4 августа — Рауль Хильберг (81) — американский историк, виднейший историограф Холокоста.
- 5 августа — Жан-Мари Люстиже (80) — французский кардинал.
- 5 августа — Михаил Куприн (87) — советский и российский учёный, кандидат технических наук, профессор.
- 7 августа — Дмитрий Солопов (78) — архитектор, педагог, общественный деятель.
- 7 августа — Сергей Щураков (47) — советский и российский композитор и рок-музыкант[1].
- 8 августа — Николай Глухов (88) — советский хозяйственный и государственный деятель, Герой Социалистического Труда.
- 9 августа — Страхов, Николай Николаевич (82) — советский и украинский учёный-правовед.
- 10 августа — Пётр Вегин (68) — русский поэт, эмигрант.
- 11 августа — Морис Буатель (88) — французский художник, декоратор, керамист.
- 12 августа — Колос, Иван Андреевич (84) — советский военный разведчик, писатель, активный деятель партизанского движения во время Великой Отечественной войны, полковник Советской армии. Герой Российской Федерации (1994)
- 14 августа — Тихон Хренников (94) — советский композитор[2].
- 15 августа — Борис Гидаспов (74) — советский химик, организатор производства и политический деятель.
- 16 августа — Николай Простаков (90) — советский и российский учёный-химик, профессор, декан факультета физико-математических и естественных наук РУДН (1964—1987), заведующий кафедрой органической химии на факультете (1960—1989).
- 17 августа — Валерия Ценова (46) — российский музыковед-теоретик, профессор Московской консерватории имени П. И. Чайковского, доктор искусствоведения, член Союза композиторов Российской Федерации.
- 18 августа — Виктор Прокопенко (62) — футболист и тренер.
- 19 августа — Владимир Баканов (82) — российский писатель.
- 20 августа — Исабекян, Эдуард Амаякович (92) — народный художник Армении, лауреат государственных премий и наград.
- 21 августа — Хойзингтон, Элизабет (88) — американский бригадный генерал.
- 22 августа — Богославский, Аркадий (Ариель) Ефимович (52) — рок-пианист.
- 22 августа — Хмельник, Яцек (54) — актёр и режиссёр.
- 23 августа — Терацуянц Георгий Ервандович (78) — дирижер.
- 24 августа — Черник, Сергей Иванович (47) — турист-водник и альпинист, мастер спорта, председатель Федерации спортивного туризма Москвы; трагедия на реке Юрункаш.
- 24 августа — Черник, Иван Сергеевич (25) — двукратный чемпион России по водному туризму; трагедия на реке Юрункаш.
- 25 августа — Ганьон, Эдуар — канадский куриальный кардинал.
- 25 августа — Барр, Раймон — премьер-министр Франции в 1976—1981 годах.
- 25 августа — Романов, Фёдор Никитич (32) — потомок рода Романовых, сын Никиты Никитича Романова, праправнук императора Александра III, прапраправнук императора Николая I.
- 27 августа — Сметанников, Владимир Борисович (25) — профессиональный турист, чемпион России по спортивному туризму; трагедия на реке Юрункаш.
- 27 августа — Вальтер Запашный (79) — дрессировщик[3].
- 27 августа — Галина Джугашвили (69) — российская писательница, кандидат филологических наук, сотрудник Института мировой литературы, внучка Иосифа Сталина[4].
- 28 августа — Пуэрта Перес, Антонио Хосе — испанский футболист, защитник клуба «Севилья».
- 28 августа — Станислав Кондрашов (78) — российский журналист-международник, публицист, писатель[5].
- 28 августа — Франсиско Умбраль (75) — испанский журналист, писатель, эссеист, биограф[6].
- 29 августа — Пьер Мессмер (91) — премьер-министр Франции в 1972—1974[7].
- 30 августа — Чарльз Вэник (94) — американский политик, автор поправки Джексона-Вэника к Закону о торговле США[8].
- 30 августа — Хосе Луис де Вилалонга (87) — актёр и писатель.
- 30 августа — Игорь Новиков — советский спортсмен-пятиборец, двукратный Олимпийский чемпион.